# Herodovské království
Herodovo Judské království byl od 37 př. n. l. klientský stát Římské republiky poté, co byl Herodes Veliký jmenován římským senátem „králem Židů“.

## Herodovci (37 př. n. l.– 6 n. l.)

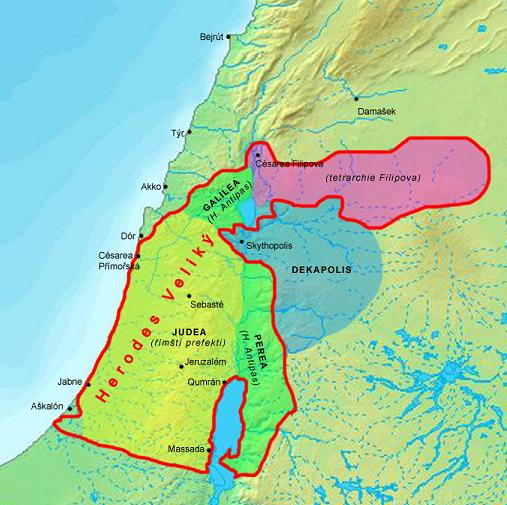
Rozsah vlády Herodovců

Herodes, který uprchl do Říma, však dokázal získat přízeň římského senátu, který jej jmenoval židovským králem. Během roku 37 pak Herodes Judsko dobyl, Antigona nechal popravit a oženil se s vnučkou Hyrkána II. Mariamné, čímž se přiženil do rodu Hasmoneovců. Herodes se sice dokázal vyhnout přímé římské správě, judské království se však stalo vazalský královstvím, jež nesmělo vykonávat vlastní samostatnou zahraniční politiku.
Ve vnitřních záležitostech ovšem Herodes disponoval plnou mocí, jež se opírala o žoldnéřskou armádu, v níž bylo také mnoho nežidů. Během jeho vlády došlo ke konsolidaci země, uklidnění poměrů a nakonec i k růstu blahobytu. Nechal přestavět jeruzalémský chrám a v celé zemi probíhala výstavba pevností (zejména Masada), cest, vodovodů a divadel. Císař Augustus pak Herodovi svěřil také Samařsko a Pereu. Herodova vláda však s sebou nesla také popravy Antigonových přívrženců a ve své chorobné podezřívavosti Herodes Veliký nakonec vyvraždil celý hasmoneovský rod, nechal zavraždit dokonce i svou milovanou manželku Miriamme.
Po Herodově smrti následovaly nástupnické spory a zpochybňování Herodovy závěti. Římané však závěť potvrdili, takže si Herodovo království mezi sebe rozdělili Filip (4 př. n. l. - 33 n. l., okrajové oblasti v Sýrii), Herodes Antipas (4 př. n. l. - 30 n. l., Galilea a Perea) a Archelaos (4 př. n. l. - 6 n. l., Judsko, Samařsko, Idumea). Archelaova vláda byla ovšem natolik krutá, že Židé vyslali k císaři delegaci a dosáhli jeho sesazení. Správou území Judska, Samařska a Idumey pak byl pověřen římský prokurátor. Území ostatních Herodových synů se pak pod římskou správu dostaly ve 30. letech 1. století n. l.